# James Innes-Ker, V duca di Roxburghe
James Innes-Ker, V duca di Roxburghe (10 gennaio 1736 – 19 luglio 1823), è stato un nobile scozzese.

## Biografia
Era l'unico figlio superstite di Sir Henry Innes, V Baronetto, e di sua moglie, Anne Drummonda Grant. Succedette al titolo di baronetto alla morte del padre. Tramite la famiglia Innes, era un discendente di Robert Ker, I conte di Roxburghe, e nel 1812 rivendicò la sua posizione per il titolo vacante di duca di Roxburghe.
Frequentò l'Università di Leida. Ottenne il grado di capitano nel 1759 nell'88th Foot e del 58th Foot.
La lotta per la successione del titolo durò sette anni. Alla morte del John Ker, III duca di Roxburghe, che non si era mai sposato, i suoi titoli e le proprietà vennero ereditate da William Bellenden-Ker, IV duca di Roxburghe, che morì poco dopo, senza eredi. La successione fu contestata dal maggiore generale Walter Ker e dall'onorevole William Drummond; e solo a caro prezzo, l'11 maggio 1812, in favore di Sir James, come discendente di Lady Innes, la terza figlia di Harry, Lord Ker, figlio del primo conte di Roxburghe.
James prese il nome Innes-Ker e divenne il quinto duca di Roxburghe.

## Matrimoni

### Primo Matrimonio
Sposò, il 19 aprile 1769, Mary Wray (?-20 luglio 1807), figlia di Sir John Wray, XII Baronetto. Non ebbero figli.

### Secondo Matrimonio
Sposò, il 28 luglio 1807, Harriet Charlewood (?-19 gennaio 1855), figlia di Benjamin Charlewood. Ebbero due figli:
- una figlia (1814)
- James Innes-Ker, VI duca di Roxburghe (12 luglio 1816-23 aprile 1879)